# Syrrhoites capricornia
Syrrhoites capricornia is een vlokreeftensoort uit de familie van de Synopiidae. De wetenschappelijke naam van de soort is voor het eerst geldig gepubliceerd in 1984 door Bellan-Santini.